# Condado de Mora (título nobiliario)

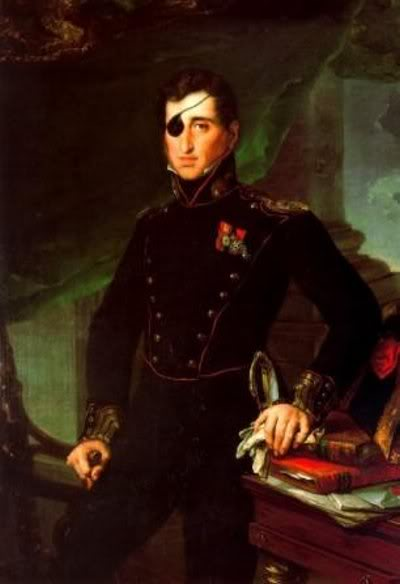
Cipriano de Palafox Portocarrero, X conde de Mora.

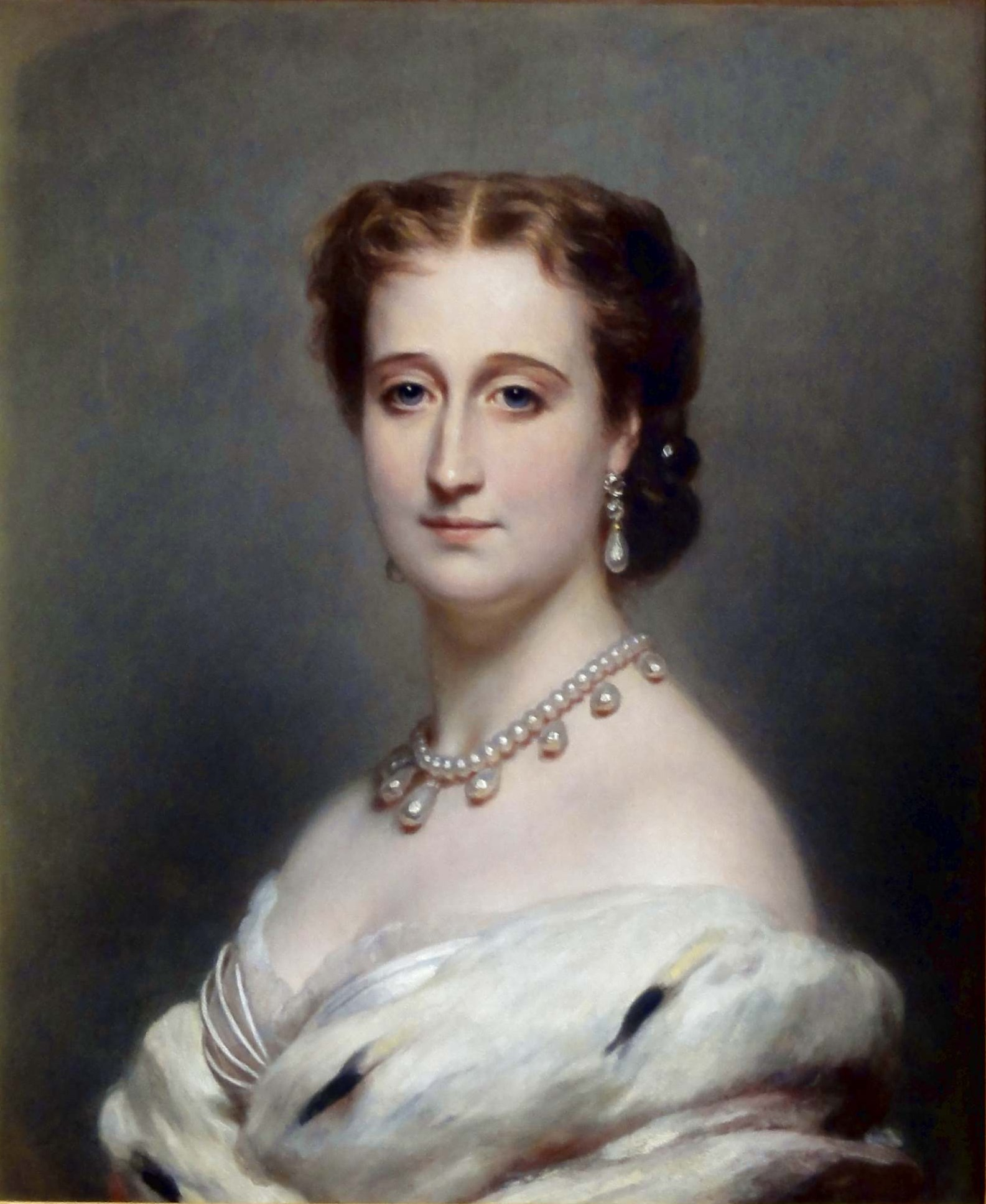
Eugenia de Guzmán Portocarrero, XI condesa de Mora, emperatriz de los franceses, por Francisco Javier Winterhalter.

El Condado de Mora es un título nobiliario español creado el 8 de febrero de 1613 por el rey Felipe III a favor de Francisco de Rojas y Guevara. Señor de Mora.
Su denominación hace referencia a la población toledana de Mora .
Este título recibió la Grandeza de España el 10 de febrero de 1765 por parte del rey Carlos III a favor de José Antonio Rojas y Vargas, marqués de la Torre de Esteban Hambrán.

## Condes de Mora
|                         | Titular                                      | Periodo                 |
| Creación por Felipe III | Creación por Felipe III                      | Creación por Felipe III |
| ----------------------- | -------------------------------------------- | ----------------------- |
| I                       | Francisco de Rojas y Guevara                 | 1613-1614               |
| II                      | Francisco Carlos de Rojas y Guzmán           | 1614-1621               |
| III                     | Pedro de Rojas y Guzmán                      | 1621-1665               |
| IV                      | Antonio de Ibarra y Busto                    | 1665-1685               |
| V                       | Gregorio de Ibarra y Rojas                   | 1685-1702               |
| VI                      | José Antonio de Rojas Ibarra y Aguilera      | 1702-1732               |
| VII                     | José Antonio de Rojas Ibarra y vargas        | 1732-1780               |
| VIII                    | Ramón Fernando de Rojas                      | 1780-1802               |
| IX                      | Lucía de Rojas y Fernández Miranda           | 1802-1834               |
| X                       | Cipriano Palafox y Portocarrero              | 1834-1839               |
| XI                      | María Eugenia de Guzmán y Portocarrero       | 1839-1910               |
| XII                     | Fernando Mesía del Barco y Fitz-James Stuart | 1920- ?                 |
| XIII                    | José Mesía y Lesseps                         | ? -1970                 |
| XIV                     | Juan Luis Mesía y Figueroa                   | 2011-2011               |
| XV                      | Luis Álvaro Mesía Figueroa                   | 2011-actual titular     |

## Historia de los Condes de Mora
- Francisco de Rojas y Guevara (f. en 1614), I conde de Mora.

1. Casado en primeras nupcias con Leonor Pacheco de Cardona, hija del II conde de Alcaudete.
2. Casado en segundas nupcias con Francisca Portocarrero de Guzmán, hija del I conde de Villaverde de Madrid.Le sucedió su hijo.

- Francisco de Rojas y Guzmán (f. en 1621), II conde de Mora.

1. Casado con Mariana de Ribera, hija del II marqués de Malpica.Le sucedió su hermano.

- Pedro de Rojas y Guzmán (f. en 1665), III conde de Mora.

1. Casado con Guiomar Enríquez de Villena, hija del VII conde de Alba de Liste. Le sucedió un biznieto de Antonio de Rojas y Guzmán, hermano del segundo conde:

- Antonio de Ibarra y Busto (f. en 1685), IV conde de Mora.

1. Casado con María Antonia de Ipeñarrieta.Le sucedió su hijo.

- Gregorio de Ibarra y Rojas, (f. en 1702), V conde de Mora.

1. Casado con Francisca Olaya de Alvarado Bracamonte y Quiñones, hija del I marqués de la Breña. Le sucedió su hermano.

- José Antonio de Rojas Ibarra y Aguilera (f. en 1732), VI conde de Mora.

1. Casado en primeras nupcias con Blanca de Toledo.
2. Casado en segundas nupcias con Isabel Antonia de Vargas y Alarcón.Le sucedió su hijo.

- José Antonio de Rojas Ibarra y Vargas (f. en 1780), VII conde de Mora, V marqués de la Torre de Esteban Hambrán.

1. Casado con María Antonia de Miranda.Le sucedió su hijo.

- Ramón Francisco de Rojas (m. 11 de junio de 1802)), VIII conde de Mora. Le sucedió su hermana.

- Lucía de Rojas y Fernández de Miranda (f. en 1834), IX condesa de Mora, XVI marquesa de Cañete.

1. Casada con Ignacio Jaime de Sotomayor Margens de Níns y Zatrillas, V duque de Sotomayor. Le sucedió un descendiente lejano (en grado doce), de Alonso de Cáceres y Escobar, tatarabuelo del primer conde.

- Cipriano de Palafox y Portocarrero (1784-1839), X conde de Mora, duque de Peñaranda del Duero, XV marqués de Ardales, XIV de Mirallo, XIII de Valdunquillo, IX de Valderrábano, VIII de Osera, XVII de Villanueva del Fresno y de Barcarrota, XVII marqués de Moya,  VIII condado de Montijo, XVIII cconde de Teba, XII de Baños, X de Santa Cruz de la Sierra, XVIII de Miranda del Castañar, VII de Fuentidueña y XIX de San Esteban de Gormaz, VIII conde de Ablitas, XXV señor de Moguer.

1. Casó con María Manuela Kirkpatrick. Le sucedió su hija:

- Eugenia de Guzmán Portocarreo y Kirkpatrick (1826-1910), XI condesa de Mora, XVI Marquesa de Ardales, XVIII Marquesa de Moya, IX Marquesa de Osera, X condesa de Montijo, IX Condesa de Ablitas, XIX Condesa de Teba, Condesa de Baños, Condesa de Santa Cruz de la Sierra, Vizcondesa de la Calzada.

1. Casó con Napoleón III, emperador de los franceses. Sin descendientes. Le sucedió un nieto de su hermana María Francisca Palafox Portocarrero y KirkPatrick (1825-1860), duquesa de Peñaranda, marquesa de la Algaba, condesa de Teba, IX Montijo (con Grandeza de España), entre otros títulos, y duquesa de Alba por su matrimonio con Jacobo Fitz-James Stuart y Ventimiglia, por tanto su sobrino nieto.

- Fernando Mesía del Barco y Fitz-James Stuart (n. en 1881), XII conde de Mora, III duque de Galisteo, VI duque de Tamames.

1. Casó con Marie Solange de Lesseps. Le sucedió su hijo:

- Juan María Mesía del Barco y Lesseps (1917-1970), XIII conde de Mora, IV duque de Galisteo, VII duque de Tamames, marqués de Campollano, vizconde de los Palacios de Valduerna.

1. Casó con Isabel de Figueroa y Pérez de Guzmán el Bueno.
2. Casó con Marta del Carril y Aldao. Le sucedió, de su primer matrimonio, su hijo.

- José Luis Mesía Figueroa (n. en 1941), XIV conde de Mora (desde 1976), V duque de Galisteo, VIII duque de Tamames.

1. Casó con María de los Ángeles de Medina y Soriano. Le sucedió su hijo:

- Luis Álvaro Mesía Figueroa y Medina, XV conde de Mora (desde 2011).